# Parvatasana
Parvatasana ovvero posizione della montagna, è una posizione di Hatha Yoga. Il nome deriva dal sanscrito, dove "parva" significa "montagna" e "āsana" significa "posizione".

## Scopo della posizione
La posizione ha lo scopo di allungare la schiena e fortificare le braccia.

## Posizione
Partendo dalla posizione seduta, tipo Padmasana con le gambe incrociate e la schiena ben dritta, inspirando, si allungano le braccia verso l'alto sopra la testa come prolungamento della spina dorsale, unendo le mani sul dorso. Successivamente, si inspira con la respirazione addominale, si riempie l'addome, si stringe il perineo, e, con decisione si porta l'aria ispirata nell'addome nella toracica. Si trattiene il repiro quanto possibile, dopodiché si espira. Il tutto va ripetuto 3 volte senza abbassare le braccia.